# St. Remigius (Wuppertal)

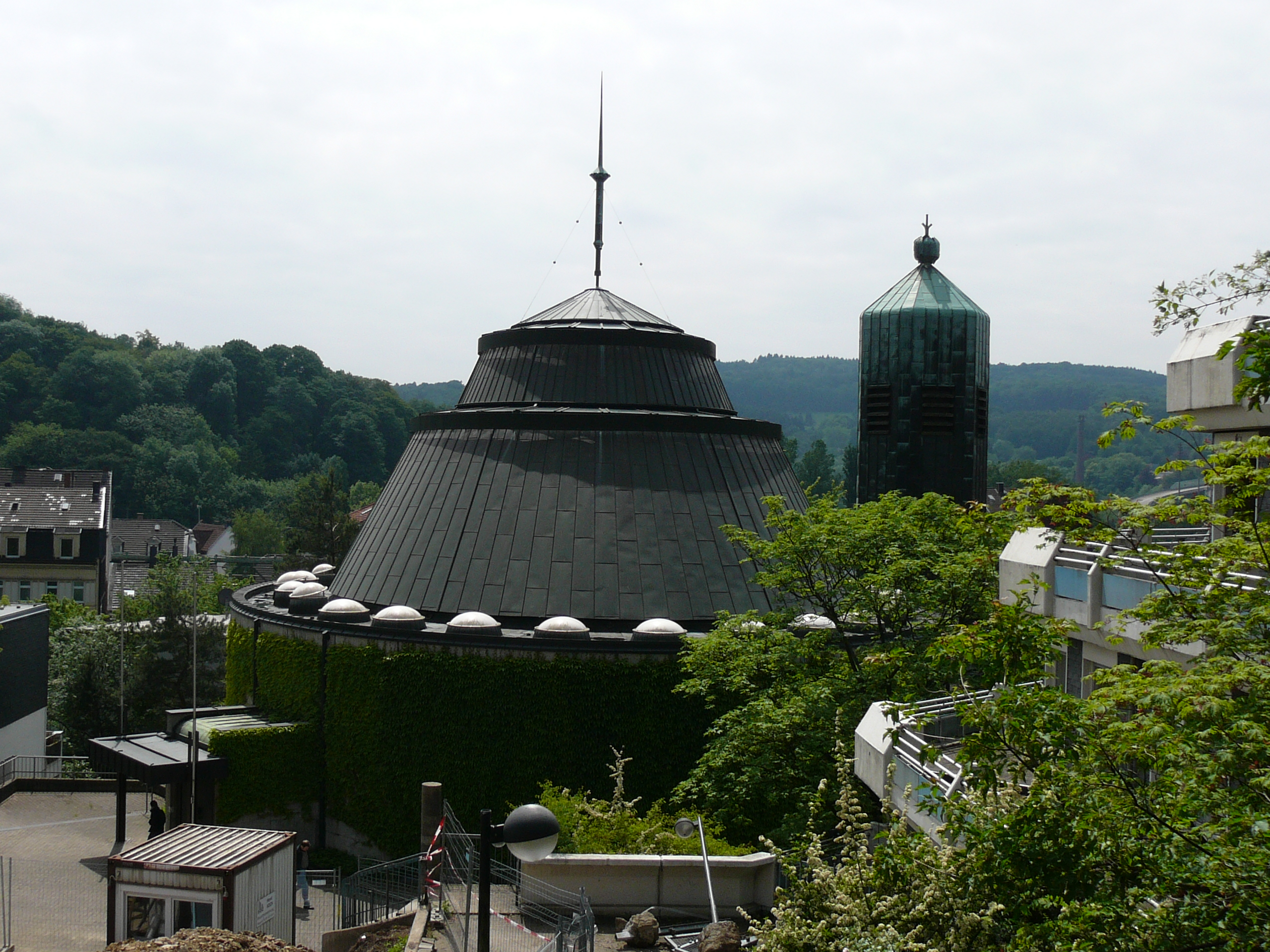
Sankt Remigius

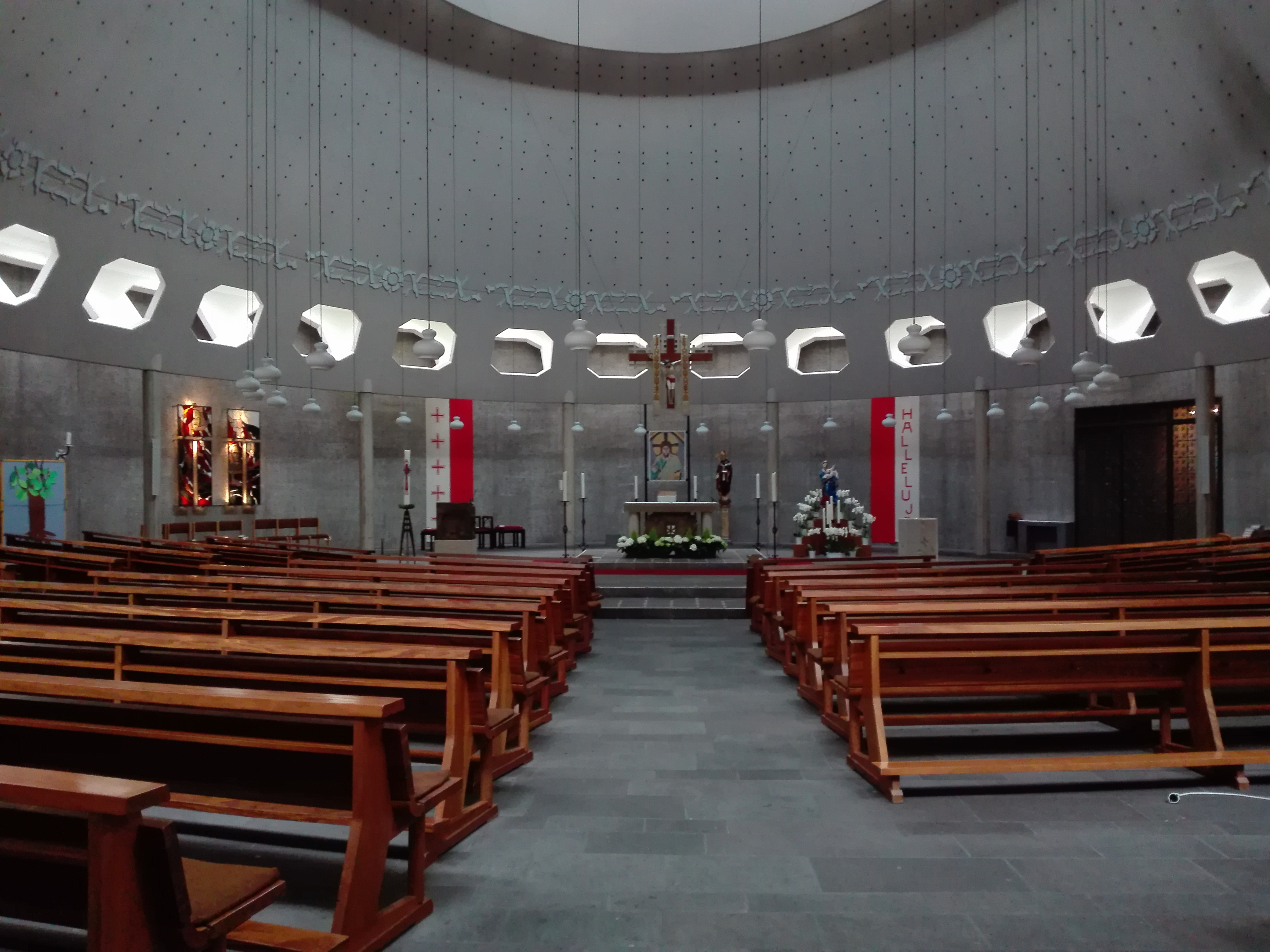
Ansicht von innen

St. Remigius ist die römisch-katholische Pfarrkirche für den Wuppertaler Ortsteil Sonnborn und Gottesdienststätte der Pfarrgemeinde St. Remigius, welche die Fortführung der wohl ältesten christlichen Gemeinde in Wuppertal bis zur Reformation darstellt. Sie ist zusammen mit den Kirchen St. Bonifatius, Mariä Empfängnis und St. Ludger Teil der Pfarreiengemeinschaft Wuppertaler Westen.

## Geschichte
Eine erste Kirche in Sonnborn datiert auf das Jahr 873, so ist in einer Urkunde aus diesem Jahr von einer „basilica, quae est in Sunnebrunno“ die Rede. Sie wurde direkt an der damals wirtschaftlich bedeutsamen Handelsstraße vom Rheinland nach Paderborn auf einer heidnischen Kultstätte erbaut, an der Stelle befindet sich heute die evangelische Sonnborner Hauptkirche. Die zusehends verfallene Basilika wurde um 1450 durch einen ersten Neubau ersetzt. Die vom Stift Gerresheim abhängige Gemeinde blieb bis ins 16. Jahrhundert weitgehend katholisch, bis ein Pfarrer namens Reimers erste Änderungen in der Gottesdienstpraxis vornahm. Mit Einsetzung von Pfarrer Hermann Wemmers 1539 schloss sich die gesamte Sonnborner Gemeinde vollständig der reformierten Tradition an. Die wenigen verbliebenen Katholiken im Sonnborner Süden schlossen sich der dem Kloster Gräfrath unterstellten Gemeinde Gräfrath an, die Katholiken im Sonnborner Norden und Westen besuchten von nun an den Gottesdienst in der alten Kirche St. Laurentius in Elberfeld, deren Gemeinde sich wenig später ebenfalls der Reformation anschloss.

### Erste Kirche von 1879

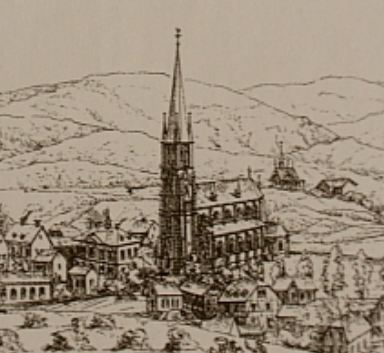
Die erste Kirche auf einer Zeichnung von 1879

Die Gräfrather Pfarrer sahen zu Beginn des 19. Jahrhunderts schließlich die Notwendigkeit, Sonnborn zur eigenen Pfarrei zu erheben. Man kaufte den ehemaligen Kaiserlichen Hof an der Sonnborner Straße und baute ihn zu einem umfangreichen Gemeindehaus mit Kapelle, „Katechiersaal“ und Pfarrwohnung um, dort konnte 1855 der erste katholische Gottesdienst in Sonnborn nach der Reformation gefeiert werden. Spätestens seit Eröffnung der Bahnstrecke Düsseldorf–Elberfeld mitsamt einem eigenen Sonnborner Bahnhof expandierte Sonnborn stark, und der Bau einer vollständigen Kirche war vonnöten. Diese wurde bis 1879 nach Plänen August Carl Langes im neugotischen Stil mit östlich ausgerichtetem Chor errichtet, der Bau wurde zu einem großen Teil aus Spenden der Sonnborner Kaufleute finanziert. Der Verkauf des Pfarrzentrums an der Sonnborner Straße brachte weitere Gelder ein, bis zum Autobahnbau befand sich in dem Gebäude die Sonnborner Apotheke. Viele Gemeindemitglieder reagierten zunächst ablehnend auf den überdimensioniert erscheinenden Kirchbau, welcher sich deutlich von den teils mehrere hundert Jahre alten Bauten im Sonnborner Ortskern abhob, auch wurden die gestiegenen Kosten während des Baus kritisiert. Diese Ablehnung hielt allerdings nicht lange an. Gleichzeitig mit der Eröffnung der Kirche erwarb man ein Grundstück am Sonnborner Ufer, wo ein großes Gemeindezentrum inklusive eines Altenheimes entstehen sollte, was auch den stark expandierenden Seelsorgebereich des heutigen Wuppertaler Zooviertels mit aufnehmen sollte. Diese Pläne wurden allerdings nach Eröffnung der Kirche nicht weiter verfolgt und stattdessen erst 1964 eine Kapelle in einer Privatvilla im Zooviertel eingerichtet (Maximilian-Kolbe-Kapelle, 2007 geschlossen). Das Grundstück am Sonnborner Ufer wurde später zur Neuanlage der Straßenbahnschleife Sonnborn der Straßenbahn genutzt, heute befindet sich dort ein ambulantes Pflegezentrum. 1888 wurde mit Pfarrer Wammich der erste Pfarrer in der bis dahin noch von Diakonen geleiteten jungen Gemeinde eingesetzt. Mit Eröffnung der Kirche Mariä Empfängnis 1901 wurde Vohwinkel aus der Gemeinde ausgegliedert und eigenständige Pfarrei. 1909 wurden mehrere Reliquien des Namenspatrons St. Remigius von Reims in die Kirche überführt.
Beide Kriege überstand die Kirche wie der gesamte Sonnborner Ortskern nahezu vollständig unbeschadet, der Turm der Kirche stellte über lange Zeit eine wichtige Landmarke im westlichen Wuppertal dar.

### Heutige Kirche

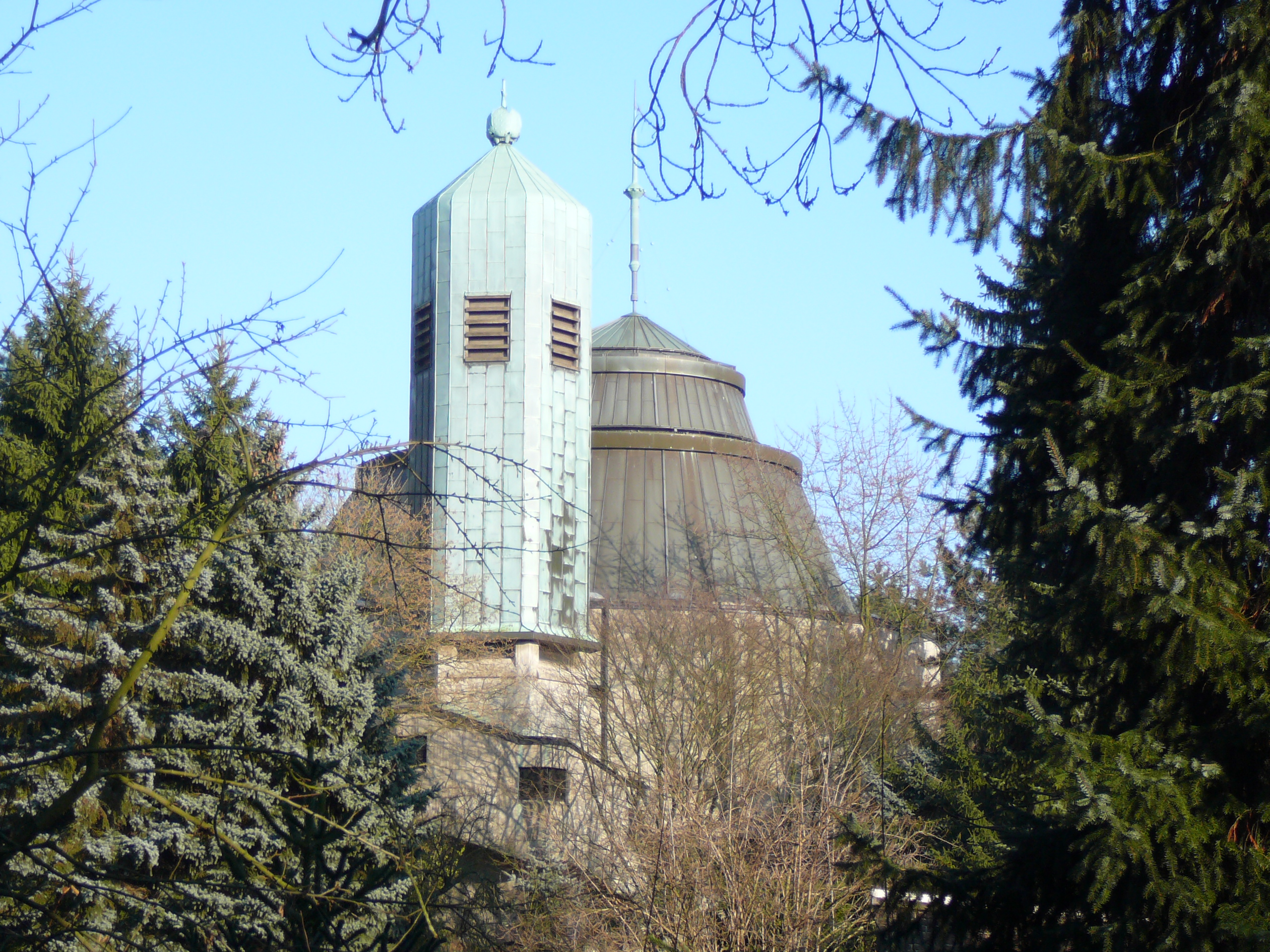
Ansicht von Südwesten

1955 wurde auch die Varresbeck mit Eröffnung der Kirche St. Bonifatius aus der Gemeinde Sonnborn ausgegliedert und eigenständige Pfarrei. Die beginnenden Planungen für ein neues Autobahnkreuz im Herzen Sonnborns machten deutlich, dass die Pfarrei ihre Gemeindehäuser und Wohnungen aufgeben müsste, um Platz für das neue Sonnborner Kreuz zu schaffen. Die Kirche selbst wurde in den ersten Planungen noch berücksichtigt und wäre bei Ausführung der ersten Planung gar nicht abgerissen worden. Allerdings beschloss die Gemeinde einen Abriss und Neubau an anderer Stelle, da die Kirche vollständig von Brücken und Auffahrtsstraßen umgeben und vom eigentlichen Sonnborn weitgehend abgeschnitten wäre. Im Einverständnis mit dem Erzbistum Köln beschloss man den Bau einer Kirche mitsamt Gemeindehaus und Seniorenheim auf einem Grundstück an der Garterlaie, 200 Meter vom Standort der alten Kirche entfernt.
Für den Bau dieser neuen Kirche wurde ein Wettbewerb ausgeschrieben, aus welchem der Kölner Architekt Fritz Schaller als Sieger hervorging. Die Bauleitung wurde der Firma Karl Köhler aus Düsseldorf übertragen, die Rohbauarbeiten dem Duisburger Bauunternehmen Brüggemann. Der Bau sollte sich an den neuen theologischen und funktionalen Vorgaben des Zweiten Vatikanischen Konzils orientieren. Im Mai 1973 wurde der Kindergarten des neuen Gemeindezentrums feierlich eingeweiht, gleichzeitig feierte man die Grundsteinlegung zum neuen Alten- und Pflegeheim (heutiges Remigiushaus) mit insgesamt 112 Betten sowie Gemeinde- und Pfarrhaus. Die neue Kirche selbst konnte am Pfingstmontag 1976 durch Weihbischof Augustinus Frotz geweiht werden.
Am 12. Mai 1989 ereignete sich ein schwerer Brand in der Kirche, als mehrere Kabelisolationen nach Ausbesserungsarbeiten an den Kupferblechen des Daches Feuer fingen. Noch eine Stunde vor dem Brand wurde in der Kirche eine Hochzeit gefeiert, und um 12:38 lösten Anwohner den Feueralarm aus. Die Flammen schlugen mehrere Meter hoch und die Rauchsäule war aufgrund des klaren Wetters und der Windstille an jenem Tag zeitweise bis Wichlinghausen zu sehen. Der Brand konnte erst durch die Unterstützung der Löschzüge aus Barmen und Elberfeld sowie den Freiwilligen Feuerwehren Sonnborn und Vohwinkel gelöscht werden. Ein Übergreifen der Flammen auf das Remigiushaus konnte in letzter Minute verhindert werden. Trotz massiver Schäden war das Dach nach Löschung des Brandes nicht einsturzgefährdet und die Schäden im Innenraum hielten sich in Grenzen. Der Schaden belief sich auf rund eine Million D-Mark, die Sanierungsarbeiten konnten bis Weihnachten 1989 abgeschlossen werden. Ausgewichen wurde in dieser Zeit auf persönliche Einladung des Presbyteriums der evangelischen Kirchengemeinde Sonnborn in die Sonnborner Hauptkirche.
Am 5. Juni 2016 feierte die Gemeinde schließlich 40-jähriges Kirchweihfest, wozu auch Rainer Maria Woelki, amtierender Erzbischof von Köln, erschien.

## Baubeschreibung
Bei der Kirche handelt es sich um einen ovalen, sehr geometrischen und exakt nach Süden ausgerichteten Kreisbau mit dreißig Metern Länge und maximal vierundzwanzig Metern Breite. Der Eingang befindet sich an der Nordostseite und ist der Kirche seitlich vorgesetzt. Er beherbergt ein kleines Foyer. Dem Eingang auf einer Linie gegenüber gesetzt ist der zwanzig Meter hohe Kirchturm an der Südwestseite des Gebäudes. Der gesamte Bau ist von außen mit Sichtbeton verkleidet und heute nahezu vollständig mit Kletterpflanzen bewachsen, nur der Turm ist mit Kupferplatten verkleidet und verleiht der Kirche zusammen mit den Kletterpflanzen einen völlig anderen Eindruck als vor der Bepflanzung. Die drei Glocken wurden von Petit & Gebr. Edelbrock aus Gescher gegossen. Unterhalb der Kirche befand sich auf demselben Grundriss bis 2010 die Kapelle des Seniorenheims. Heute beherbergt der Saal eine Jugendbibliothek. Das Dach erhebt sich in derselben Höhe wie der Kirchturm ansteigend über dem Altarbereich. Umlaufend sind runde Dachfenster, welche der auch im Innenraum mit Sichtbeton verkleideten Kirche einen besonders hellen und luftigen Eindruck verleihen. Die Kirchenbänke sind, genau wie der Saal, rundlich aufgestellt, sodass man von jedem Platz aus alle anderen Plätze einsehen kann.

### Altar und Ambo

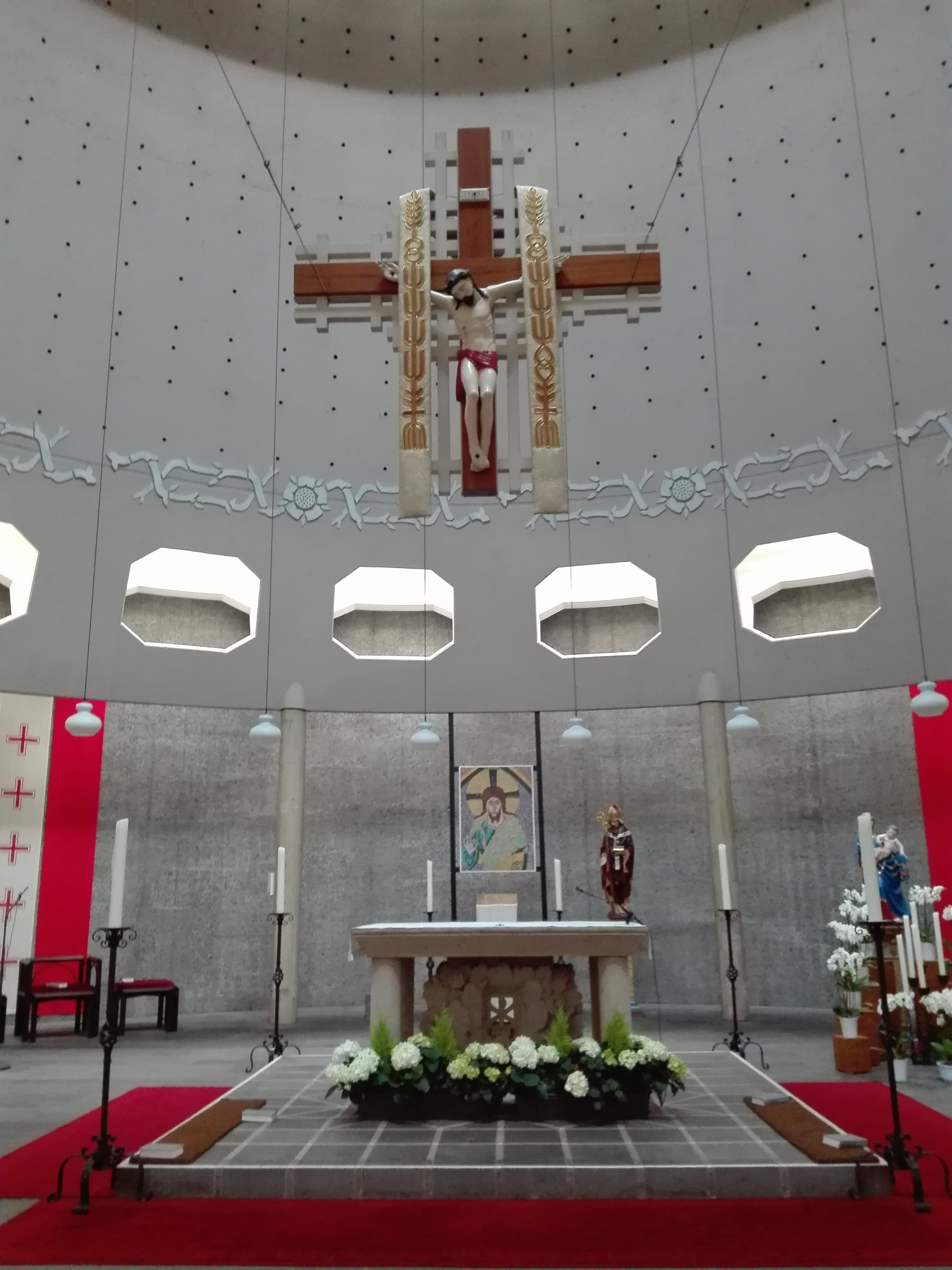
Der Altarbereich

Der vom Kölner Künstler Jochem Pechau gestaltete Altar befindet sich exakt unter der Erhebung des Daches. Er ist, gleichwie die Kirche selbst, äußerst schlicht gestaltet. Hervorzuhebendes Gestaltungsmerkmal ist das Christusmonogramm mit dem Lorbeerkranz, was Bezug auf die Urkirche nimmt. Symbolisch stellt es die Verschmelzung der Anfangsbuchstaben des griechischen Namens Christus mit der umgebenden Gemeinde dar. Umschlungen wird das Monogramm vom Lorbeerkranz als Symbol der Auferstehung und des Sieges über den Tod.
Der ebenfalls von Jochem Pechau gestaltete Ambo befindet sich links des Altars. Gefertigt ist er vollständig aus Bronze und zeigt heute deutliche Patina, was eine Verbindung zum ebenfalls kupfernen Kirchturm setzen soll, welcher als einziges kupfergedecktes Element des Außenbaus dort vergleichsweise „fremdkörperartig“ erscheint und die Verbindung von außen und innen der Kirche verdeutlichen soll. Die Bronzereliefs zeigen drei Szenen aus dem Leben des Propheten Jona, wie er sich dem Willen Gottes nicht durch Flucht entziehen kann. An der Front sieht man die Darstellung des Königs von Ninive, welcher statt des Umhangs ein Büßergewand trägt. Im Hintergrund sieht man die mesopotamische Stadt Ninive mitsamt überspannendem Regenbogen nach der Sintflut.

### Christusmosaik
Ein besonders hervorzuhebendes Kunstwerk ist das künstlerisch beachtenswerte Christusmosaik von 1889 im Chorraum der Kirche hinter dem Altar. Es zeigt den Gottessohn in der Darstellung Majestas Domini, den Betrachter direkt anblickend. Das Haupt ist von einem Kreuznimbus umgeben, in der linken Hand hält er ein Buch. Eine Besonderheit des Mosaiks ist die Darstellung einer Münze in der rechten Hand, was für die Darstellung Majestas Domini höchst ungewöhnlich ist. Er hält sie mit drei Fingern, was auf die Dreifaltigkeit hinweisen soll. Bezugnehmen soll die Münzdarstellung auf Matthäus 22, 21 „Gebt dem Kaiser, was dem Kaiser gehört und Gott, was Gott gehört“.

### Tabernakel
Der Tabernakel befindet sich abseits des eigentlichen Kirchenraumes in einer Seitenkapelle südwestlich unter dem Turm, welche eine bauliche Einheit mit dem Remigiushaus darstellt. Gefertigt wurde er von der Goldschmiede Cassau in Paderborn. Die Darstellung auf der Tür zeigt das geopferte Gotteslamm. Sieben Bergkristalle sollen neben den sieben Gaben des Heiligen Geistes und den sieben Sakramenten auch auf die Fülle Gottes hinweisen. Die nicht zugängliche Seitenkapelle beherbergt ebenfalls ein Gnadenbild Unserer Lieben Frau von der immerwährenden Hilfe, welches 1882 für die alte Kirche gefertigt und nach dem Krieg aufgrund eines Brandschadens aufwändig restauriert werden musste.

### Orgel

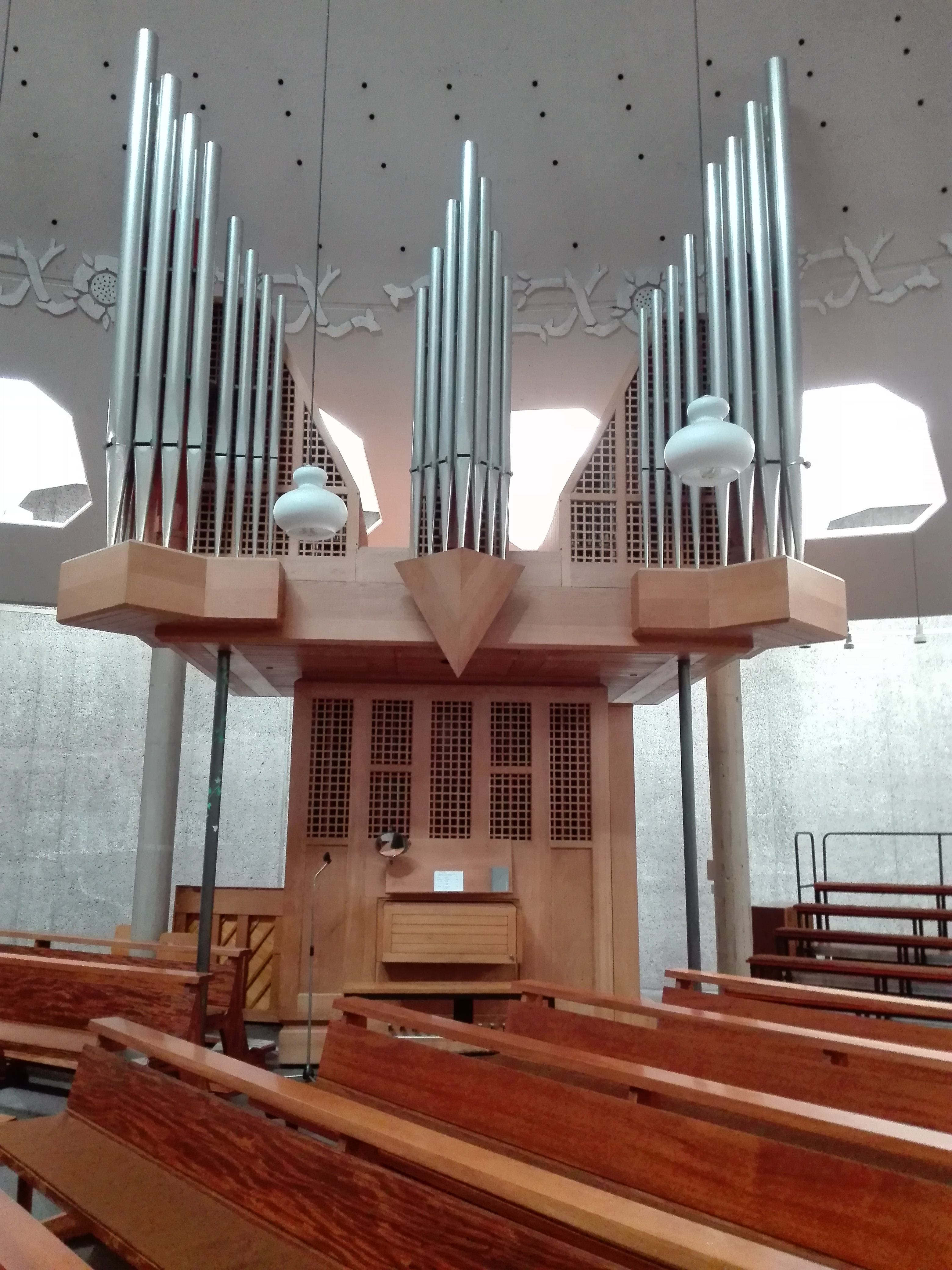
Die Orgel

Über viele Jahre verfügte St. Remigius über keine Orgel, und der Gemeindegesang musste aufgrund des Fehlens eines geeigneten Instrumentes lange Zeit ohne musikalische Begleitung erfolgen. Erst im Frühjahr des Jahres 1983 wurde die vom Kölner Domorganisten Josef Zimmermann konzipierte Orgel im Nordostbereich der Galerie geweiht. Sie wurde 1981 von Johannes Klais Orgelbau in Bonn erbaut und verfügt über dreiundzwanzig Register auf zwei Manualen mit Pedal. Rechts der Orgel wurde zeitgleich mangels einer geeigneten Empore für Konzerte eine kleine dreistufige Chortribüne aufgestellt, wodurch etwa dreißig Sitzplätze im Kirchenraum wegfielen. Beim Großbrand am 12. Mai 1989 wurde die Orgel nur geringfügig beschädigt, da sie an jenem Tag zufällig aufgrund von Aufräumarbeiten nach der Hochzeit in den Morgenstunden von einer wasserdichten Plane abgedeckt war.